# Arvid Storsveen

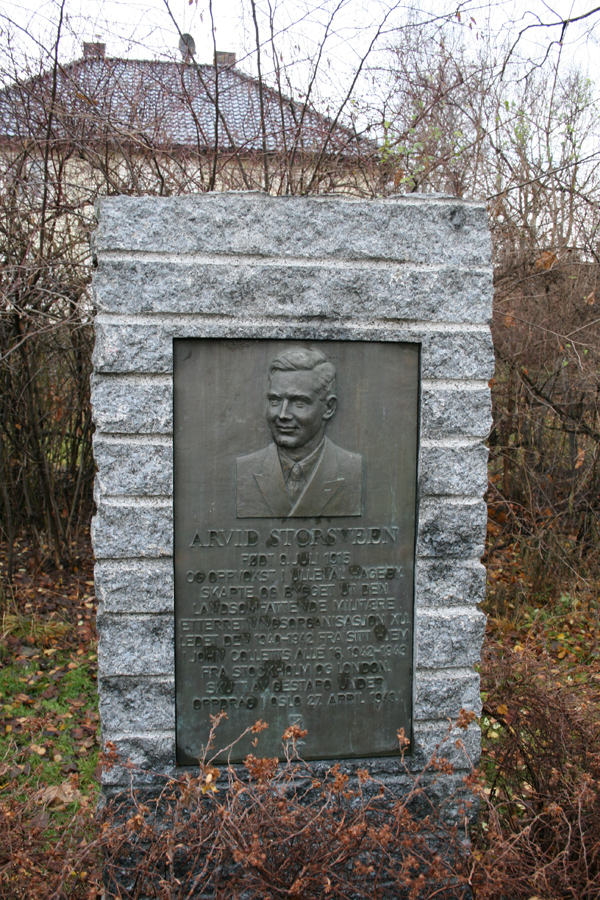
Minnesmärke över Arvid Storsveen på Arvid Storsveens Plass på Blindern i Oslo

Arvid Storveen född 9 juli 1915 i Aker, död 27 april 1943 i Oslo, var en norsk officer och ingenjör,  som organiserade motståndsrörelsens underrättelseorganisation XU.
Arvid Storsveen tvingades att fly till Sverige under 1942. Då han återvände till Oslo, blev han dödad av Gestapo utan att hans riktiga identitet avslöjades.
Han var bror till Erik Storsveen, som också var aktiv i den norska motståndsrörelsen.